# مبارك وجدي
مبارك وجدي الدوسري لاعب كرة قدم سعودي ، يلعب في خط الدفاع.

## مسيرة اللاعب
مثل نادي الاتفاق ونادي النهضة ونادي الكوكب ونادي عرعر ونادي هجر.

## روابط خارجية
- مبارك وجدي على موقع Soccerway.com (الإنجليزية)
- مبارك وجدي على موقع كووورة